# Qabgholūjeh
Qabgholūjeh (persiska: قَبغُلوچِه, قبغلوجه, Qabgholūcheh) är en ort i Iran.   Den ligger i provinsen Kurdistan, i den nordvästra delen av landet, 500 km väster om huvudstaden Teheran. Qabgholūjeh ligger 1 787 meter över havet och antalet invånare är 404.
Terrängen runt Qabgholūjeh är kuperad.Runt Qabgholūjeh är det ganska glesbefolkat, med 50 invånare per kvadratkilometer. Närmaste större samhälle är Sabadly, 16,3 km väster om Qabgholūjeh. Trakten runt Qabgholūjeh består i huvudsak av gräsmarker.